# デジモンワールド リ:デジタイズ
『デジモンワールド リ:デジタイズ』（DIGIMON WORLD Re:Digitize）は、バンダイナムコゲームスから2012年7月19日に発売されたPlayStation Portable用ゲームソフト。

## 概要
2005年の『デジモンワールドX』以来となるデジモンワールドシリーズ。キャラクターデザインはヤスダスズヒトが担当する。
2013年6月27日に、システムなどの改善やシナリオを大幅追加した（ボリュームはPSP版の約2倍以上）となるニンテンドー3DS版『デジモンワールド リ:デジタイズ デコード』（DIGIMON WORLD Re:Digitize Decode）が発売された。

## ストーリー

### 亜生命体ヴィティウム編
『デジモンワールド リ:デジタイズ』および『デコード』に収録されているストーリー。
ある日、主人公たちの元に一通のメールが届く。そこに記載されていた暗号を解き明かしたことから、異世界デジタルワールドに迷い込んでしまう。そこで出会ったジジモンから「はじまりの街から出て行ったデジモンたちを呼び戻してほしい」と頼まれた主人公は、元の世界に戻る手掛かりを探しながら協力することに。しかし、その旅の最中で黒化と呼ばれる現象で暴走するデジモンや、謎の生命体ヴィティウムと遭遇し、やがて主人公は仲間たちと共に世界を救うために戦うこととなる。

### 慟哭のX抗体編
『デコード』にて追加された特殊なダンジョンを攻略していくストーリー。ゲームを一定まで進めると、コロシアムの地下からいつでも突入できるようになる。

### 策謀の魔王編
『デコード』にて追加された亜生命体ヴィティウム編からの続きとなるストーリー。

## 登場人物

### 主人公
最初はタイガしか選択できないが、ストーリーをクリアするとリナを選択できるようになる。
タイガ
声 - 白石涼子
本作品の男性主人公。ロードバイクが趣味の中学生である少年。ネットワークゲーム「デジタルモンスター」にはまっており、ランキング3位のテイマー。デジモンをこよなく愛するが、1通のメールによってデジタルワールドに引き込まれる。
最初に出会うパートナーデジモンはデジマル / アグモン。進化形態はプレイヤーの育て方次第で様々なデジモンになる。
四ノ宮 リナ（しのみや リナ）
声 - 戸松遥
本作品の女性主人公。『デコード』の追加キャラクター。普段はおっとりしていて、場の空気に合わせることが多く、内には凛とした芯のある心優しい少女。テンションの高い口調で喋る。曲がったことや弱者を虐げるなどの行為には毅然とした態度を取る。実はちょっとかわいいもの好きで、内に強い信念を秘めている。
活動するのは「策謀の魔王編」からだが、「亜生命体ヴィティウム編」でもデジッターで彼女のつぶやきが閲覧可能。主人公にメールで挑戦状を叩きつけてくることもあり、コロシアムで対戦することも可能。
パートナーデジモンはブイブイ / ブイモン（究極体はアルフォースブイドラモン）。
後に『デジモンストーリー サイバースルゥース』『デジモンワールド -next 0rder-』にも登場している。

### 主人公の仲間たち
ニコ / ニコライ・ペトロフ / ニコライ・ヤーコヴィッチ・ペトロフ
声 - 日野聡
主人公の親友。愛称は「ニコ」で、本名は「ニコライ・ヤーコヴィッチ・ペトロフ」。頼りがいがある一本気でストレートな性格であり、正義感の強い少年。「デジタルモンスター」ランキングは4位のテイマー。父親はデジモンを提供するGIGOで働いているが、主人公と一緒にデジモンワールドへ行くことになる。
パートナーデジモンはサーシャ / サーシェンカ / ガオモン（進化：ガオモン→ガオガモン→マッハガオガモン→ミラージュガオガモン）。
鈴童 アキホ（りんどう アキホ）
声 - 佐藤聡美
主人公の友人。明るい好奇心旺盛な性格であり、デジモンとの繋がりを誰よりも信じている少女。面倒見が良く、デジタルワールドでは困っているデジモンたちを助けて回ったりもする。ネットゲーム「デジタルモンスター」ランキング1位の「にゃんこテイマー」の正体。主人公との対戦を楽しみにしている。
パートナーデジモンはデジトりん / ピヨモン（進化：ピヨモン→バードラモン→ガルダモン→ホウオウモン）。
久我 ユウヤ（くが ユウヤ）
声 - 甲斐田ゆき
強力なデジモンを操り、圧倒的な実力を持つ超一流テイマーの少年。常に物腰が柔らかく、常ににこやかな表情をしているが、彼はある目的を持ってデジタルワールドを探索しているようである。
パートナーデジモンはブラック / ブラックウォーグレイモンX抗体。
御神楽 ミレイ（みかぐら ミレイ）
声 - 沢城みゆき
クールな表情の裏に強い意志を隠しており、謎の多いミステリアスな少女。どうやらデジタルワールドの迫る危機の正体を知っているようだが、その正体はペトロフ博士の仲間でGIGOカンパニーのサポーターである。
パートナーデジモンはエンジェウーモンとレディーデビモンの二体。
後に『デジモンストーリー サイバースルゥース』『デジモンワールド -next 0rder-』にも登場している。

### その他の人物
ジジモン
はじまりの街を治める長老。主人公に街の繁栄を任せる。
ヤーコフ・ボリソヴィッチ・ペトロフ
声 - 黒田崇矢
ニコの父親。GIGOカンパニーで働く技術者で、「ペトロフ博士」とも呼ばれる。
黒き霧のデシモンや「ヴィティウム」の暴走を食い止めるため、主人公たちと協力することになる。
久我 ケンゾウ（くが ケンゾウ）
ユウヤの父親。ユウヤに対しては多くを語らず、背中でGIGOカンパニー総帥としての態度を教育していると本人は考えている。

### 他作品の人物
リリとセバスチャンは世界観に合わせてヤスダスズヒトがデザインしており、それ以外のキャラクターは原作そのものの姿で登場している。
リリ / エミリー・ド・ロシュフォール
声 - 小清水亜美
お転婆なお嬢様。本名は「エミリー・ド・ロシュフォール」。最近はネットゲーム「デジタルモンスター」にはまっている。
パートナーデジモンはヌメモン。
『鉄拳』からのゲスト出演。
セバスチャン
声 - 掛川裕彦
リリの執事。同じく、ネットゲーム「デジタルモンスター」にはまっている。
パートナーデジモンはセラフィモン。
『鉄拳』からのゲスト出演。
八神 太一（やがみ たいち）
「勇気の紋章」を持つ選ばれし子ども。
パートナーデジモンはアグモン。
『デジモンアドベンチャー』からのゲスト出演。
石田 ヤマト（いしだ ヤマト）
「友情の紋章」を持つ選ばれし子ども。
パートナーデジモンはガブモン。
『デジモンアドベンチャー』からのゲスト出演。
武之内 空（たけのうち そら）
「愛情の紋章」を持つ選ばれし子ども。
パートナーデジモンはピヨモン。
『デジモンアドベンチャー』からのゲスト出演。
松田 啓人（まつだ たかと）
デジモンを愛する気弱な性格の少年。
パートナーデジモンはギルモン。
『デジモンテイマーズ』からのゲスト出演。
大門 大（だいもん まさる）
「無敵のケンカ番長」と呼ばれる選ばれし中学生の少年。
パートナーデジモンはアグモン。
『デジモンセイバーズ』からのゲスト出演。

## 漫画版
デジモンワールド リ:デジタイズ
ゲームのプロローグ漫画として、Vジャンプ2012年8月号（2012年6月発売）と2012年9月号（2012年7月発売）の2号連続掲載された、デジモンシリーズの漫画作品。
原案：本郷あきよし、漫画：藤野耕平、原作：株式会社バンダイナムコゲームス。
2012年7月19日に発売された攻略本に前編、後編共に収録されている他、下記の『デジモンワールド リ:デジタイズ エンコード』のコミックス第1巻にも第1話と第2話が掲載されている。
デジモンワールド リ:デジタイズ エンコード
Vジャンプ2013年6月号（2013年4月発売）から2014年2月号（2013年12月発売）まで連載され、2014年1月よりVジャンプWEBでのWEB連載へと移動したが、作者の体調不良により、同年6月4日の更新を最後に半年間休載となった。2015年6月号（2015年4月配信）よりVジャンプ+でのAPP連載へと移動し連載再開したが、2016年1月号（2015年11月配信）以降から再び無期休載となった。全3巻予定（既刊2巻）、デジモンシリーズの漫画作品。
原案：本郷あきよし・漫画：藤野耕平・監修：バンダイナムコゲームス（第15話からはバンダイナムコエンターテインメント）。
- 『デジモンワールド リ:デジタイズ エンコード　1 胎動』（集英社2013年12月4日発売） ISBN 978-4-08-870860-7
- 『デジモンワールド リ:デジタイズ エンコード　2 バードラモン舞う』（集英社2015年2月4日発売） ISBN 978-4-08-880184-1

## 攻略本
- 『デジモンワールド リ:デジタイズ　ワールドコンタクトガイド』（集英社2012年7月19日発売） ISBN 978-4-08-779636-0
- 『デジモンワールド リ:デジタイズ デコード　ニューワールドナビゲーター』（集英社2013年6月26日発売） ISBN 978-4-08-779660-5